# 17 Thetis
17 Thetis este un asteroid din centura de asteroizi. A fost descoperit de Karl Theodor Robert Luther la 17 aprilie 1852. Este numit după zeița Thetis, mama lui Ahile din mitologia greacă. Este un asteroid tip-S, prin urmare prezintă o strălucire a suprafeței din cauza silicaților.